# Вида (књижевна форма)
Вида је израз који се користи за кратку прозну биографију трубадура.
Реч вида или житије, значи „живот“ на провансилском. У средњовековим колекцијама трубадурске поезије шансонијерима, дела одређених песника, често су праћена кратком прозном биографијом. Често је упитно до које мере су виде базиране на самосталним изворима — је ли нешто легенда, да ли је извучено из контекста, или буквалним тумачењем поезије тог аутора и детаља у песми. Већину вида, написао је у Италији Ук од Светог круга. 
Неке песме су објашњене и разоом, тј. објашњењем у каквим је условима та песма настала.

## Трубадури чије сувиденаписане
| - Albert Malaspina - Albertet Cailla - Albertet de Sestaro - Алфонсо II од Арагона - Almucs de Castelnau - Aimeric de Belenoi - Aimeric de Peguilhan - Aimeric de Sarlat - Arnaut de Meruoill - Azalais de Porcairagues - Beatritz de Dia - Berenguier de Palazol - Bertolome Zorzi - Бернар од Вентадона - Bertran d'Alamanon - Бертран де Бон - Bertran del Pojet - Blacasset - Blacatz | - Кадене - Castelloza - Церкамон - Dalfi d'Alvernha - Daude de Pradas - Elias Cairel - Elias Fonsalada - Enric de Rodes - Ferrari da Ferrara - Folquet de Marselha - Folquet de Romans - Garin d'Apchier - Garin lo Brun - Gaucelm Faidit - Gausbert Amiel - Gauseran de Saint Leidier - Gui de Cavalhon - Жи д'Исел - Guillem Ademar - Guillem Augier Novella | - Guillem de Balaun - Guillem de Berguedà - Guillem de Cabestany - Guillem Figueira - Guillem Magret - Guillem de Montanhagol - Guillem de Peiteus - Guillem Rainol d'At - Guillem de Saint Leidier - Guillem de la Tor - Guiraudo lo Ros - Гиро од Борнеја - Guiraut de Calanso - Guiraut de Salignac - Iseut de Capio - Jaufre de Pons - Жофре Ридел - Jausbert de Puycibot - Jordan Bonel - Lanfranc Cigala | - Ломбарда - Маркабру - Maria de Ventadorn - Monge de Montaudon - Пеир д'Алверн - Peire Bremon lo Tort - Peire de Bussignac - Peire Cardenal - Peire Guillem de Tolosa - Пеир од Монза - Peire de la Mula - Peire Raimon de Tolosa - Пеир Рожер - Peire de Valeira - Peire Vidal - Peirol - Perdigon - Pons de Capduoill - Рембо од Оренжа | - Raimbaut de Vaqueiras - Raimon de Durfort - Raimon Jordan - Raimon de Miraval - Raimon de las Salas - Rainaut de Pons - Ricau de Tarascon - Rigaut de Berbezilh - Tibors de Sarenom - Tomier and Palaizi - Sail d'Escola - Savaric de Mauleon - Sordello - Turc Malec - Uc de la Bacalaria - Uc Brunet - Uc de Mataplana - Uc de Pena - Ук од Светог круга |